# جورج بيتر
جورج بيتر (بالإنجليزية: George Peter (politician))‏ (و. 1779 – 1861 م)هو سياسي من الولايات المتحدة الأمريكية .
وهو عضو في الحزب الفيدرالي الأمريكي، الحزب الديمقراطي الأمريكي .

## التعليم
تعلم في جامعة جورجتاون.